# Arlette et l'Amour
Pour plus de détails, voir Fiche technique et Distribution.
Arlette et l'amour est une comédie romantique française réalisée par Robert Vernay, sortie en 1943.

## Fiche technique
Source : IMDb, sauf mention contraire
- Réalisateur : Robert Vernay
- Scénariste : Félix Gandéra d’après sa pièce Atout Cœur !
- Adaptation : Marcel Pagnol
- Décors : Robert Giordani
- Photographie : Victor Arménise
- Montage : Pierre Caillet et Jean Feyte
- Musique : Roger Désormière
- Décorateur de plateau : Gilbert Garcin
- Société de production : Gaumont
- Format : noir et blanc  - son mono
- Pays d'origine :  France
- Genre : comédie romantique
- Durée : 104 minutes
- Date de sortie :
  - France : 22 septembre 1943

## Distribution
- Josette Day : Arlette Millois, une jeune fille que se disputent deux comtes, un faux et un vrai
- André Luguet : le vrai comte de Trembly-Latour, un noble qui vit retiré sur ses terres
- André Alerme : le baron Gingleux
- Jimmy Gaillard : Maxime Noblet, le futile ami d'enfance d'Arlette, que cette dernière croit aimer
- Andrée de Chauveron : Mme Millois, la mère ambitieuse d'Arlette
- Pierre Labry : Jules, le domestique
- Henri Poupon : Breteuil
- Jean Toulout : le comte de Brulant
- Robert Moor : Mathurin
- Jean Aquistapace : le curé
- René Alié : le faux comte de Tremblay-Matour
- René Lefèvre : le notaire
- Albert Gercourt : Gilbert
- Alexandre Fabry : l'aubergiste